# Chulpan Khamatova
Chulpan Khamatova ou Tchoulpan Khamatova (en russe : Чулпан Наильевна Хаматова ; en tatar : Чулпан Наил кызы Хаматова) est une actrice russe, née le 1er octobre 1975 à Kazan (Tatarstan, RSFS de Russie, Union soviétique).
Elle est notamment connue pour son rôle dans le film Good Bye, Lenin!.
Refusant l'invasion de l'Ukraine par la Russie, elle s'exile en Lettonie en 2022.

## Biographie
Tchoulpan Naïlievna Khamatova (en russe : Чулпан Наильевна Хаматова) est née dans une famille d'ingénieurs tatars. Elle commence des études commerciales qu'elle arrête pour entrer à l’école de théâtre de Kazan. Ses professeurs l'envoient à  Moscou, où elle étudie à l’Institut national de l’art théâtral. Après trois ans dans cette structure, elle commence sa carrière cinématographique dans le rôle de Katya dans le film de Vadim Abdrachitov, Vremya tantsora (1998) mais c'est Luna Papa (coproduction internationale réalisée par Bakhtiar Khudojnazarov) qui la propulse l'année suivante sur la scène internationale, lui permettant de commencer une double carrière entre Allemagne et Russie - même si la majorité des films de sa filmographie sont russes. Depuis, elle a été vue par exemple dans Good Bye, Lenin! aux côtés de Daniel Brühl en 2003.
Elle joue beaucoup de rôles au Théâtre Sovremennik et au Théâtre des Nations.
Elle est l'une des huit porteurs du drapeau olympique à la Cérémonie d'ouverture des Jeux olympiques d'hiver de 2014, le 7 février 2014 à Sotchi.
En 2015, elle tourne dans Le Syndrome de Petrouchka sous la direction de la cinéaste genevoise d’origine russe Elena Hazanova, adapté du roman éponyme de Dina Rubina, mais les critiques sont mitigées.
Chulpan Khamatova dirige la fondation caritative Podari Zhizn,,.
Elle devient de plus en plus critique vis-à-vis de Vladimir Poutine avec la guerre en Ukraine, et décide de se réfugier en Lettonie dès 2022. Appelée par le dramaturge letton Alvis Hermanis à rejoindre sa troupe, elle y participe notamment à l'écriture, à la mise en scène et à l'interprétation de la pièce Post Scriptum d'Alvis Hermanis. Cette pièce, mêlant de façon fictive les voix de Fiodor Dostoïevski et d’Anna Politkovskaïa, est une « une réflexion, à la lumière de la guerre, sur l’âme et la conscience russes traversées par le mal ».

## Filmographie

### Cinéma
- 1998 : Le Temps du danseur (Время танцора, Vremya tantsora) de Vadim Abdrachitov : Katia
- 1998 : Les Silencieuses (Страна глухих) de Valeri Todorovski : Rita
- 1999 : Luna Papa (Лунный папа) de Bakhtiar Khudojnazarov : Mamlakat
- 1999 : Tuvalu de Veit Helmer : Eva
- 2000 : L'Angleterre! de Achim von Borries : Yelena
- 2001 : Viktor Vogel, directeur artistique (Viktor Vogel - Commercial Man) de Lars Kraume : Rosa Braun
- 2003 : Good Bye, Lenin! de Wolfgang Becker : Lara
- 2003 : Dompteuse de poules (Дрессировщица куриц, Dressirovshchitsa kourits) de Murad Khalilov : Varvara
- 2004 : Fils de pute (Hurensohn) de Michael Sturminger : Silvia
- 2004 : 72 mètres (72 metra) de Vladimir Khotinenko : Nelly
- 2005 : Vacances grecques (Греческие каникулы, Grecheskiye kanikuly) de Vera Storojeva : Melina
- 2005 : Garpastum  (Гарпастум) de Alexeï Guerman Jr : Anitsa
- 2006 : Ellipses (ru) (Многоточие, Mnogotochie) d'Andreï Andreïevitch Echpaï : Ursula, la journaliste
- 2006 : The Sword Bearer (Mechenosets) de Filipp Yankovski : Katia
- 2007 : Midsummer Madness de Alexander Hahn : Aida
- 2008 : Soldat de papier (Бумажный солдат, Boumajny Soldat) de Alexeï Guerman Jr : Nina
- 2010 : La Maison du Soleil (Дом Солнца, Dom Solntsa) de Garik Soukatchev : Galina
- 2010 : América de João Nuno Pinto : Lisa
- 2015 : Le Syndrome de Petrouchka (Синдром Петрушки, Sindrom Petrushki) de Elena Khazanova : Liza
- 2015 : Sous les nuages électriques (Pod electricheskimi oblakami) d'Alexeï Guerman Jr : Valia
- 2018 : Noureev (The White Crow) de Ralph Fiennes : Xenia Pushkina
- 2018 : The Bra de Veit Helmer : The Point Switcher
- 2020 : Docteur Lisa (Доктор Лиза) de Oxana Karas
- 2021 : La Fièvre de Petrov (Петровы в гриппе) de Kirill Serebrennikov

### Télévision
- 1998 : Starye pesni o glavnom 3 (téléfilm) : Assistante de Yakine
- 2004 : Les Enfants de l'Arbat (Дети Арбата, Deti Arbata) (série télévisée) : Varia Ivanova
- 2005 : Kazus Kukotskogo (série télévisée) : Tanya, la fille de Koukotsky
- 2005 : Gibel imperii (Гибель империи) (série télévisée) de Vladimir Khotinenko : Olga Nesterovskaïa
- 2005 : Schimanski (épisode Der doppelte Lott) : Larissa
- 2006 : Eine Liebe in Königsberg (téléfilm) de Peter Kahane : Nadejda
- 2006 : Doktor Zhivago (série télévisée) : Lara
- 2009 : Ivan le Terrible (Иван Грозный, Ivan Grozny) de Andreï Echpaï : Chamil, messager de Kazan
- 2013 : Dostoïevski (série télévisée) : Maria Issaïeva
- 2013 : Cendres (Пепел, Pepel) de Vadim Perelman : Sonia

## Distinctions

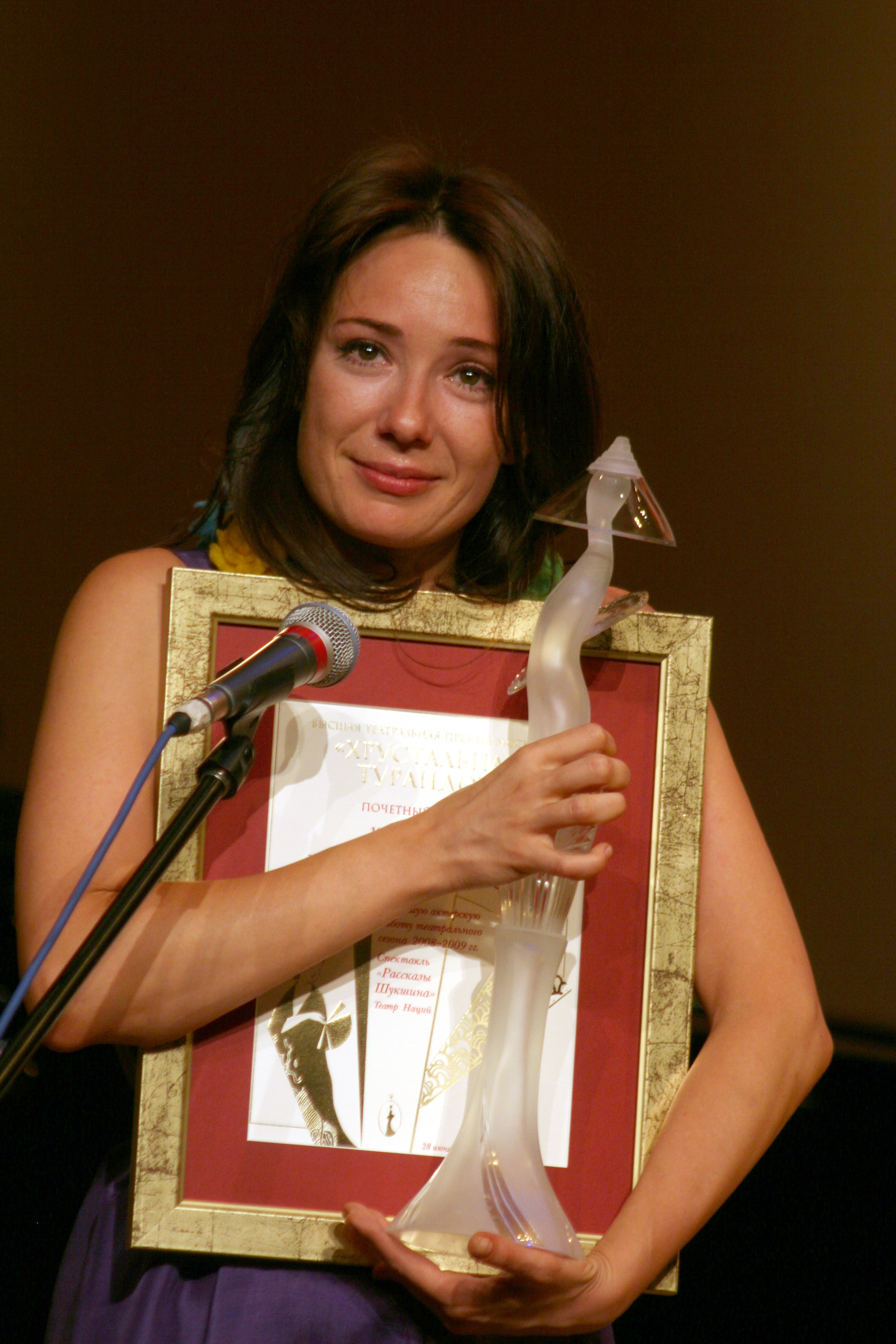
Chulpan Khamatova à la cérémonie de remise des Turandot de cristal en 2009.

- 2000 : Meilleure actrice au Festival du cinéma russe à Honfleur (Luna Papa)[10]
- 2001 : Prix pour la meilleure interprétation féminine au concours "Regard des spectateurs" au festival Kinotavr (Lvinaya dolia)[11]
- 2002 : prix pour la meilleure interprétation féminine au festival "Brigantine" (Lvinaya dolia)
- 2002 : prix pour la meilleure interprétation féminine au festival Kinotavr (Luna Papa[réf. nécessaire])
- 2003 : Prix Tchaïka de théâtre pour la meilleure interprétation féminine dans une comédie
- 2004 : Prix d'État de la fédération de Russie pour ses rôles au théâtre
- 2004 : Artiste émérite de la fédération de Russie
- 2004 : prix Masque d'or
- 2004 : prix "Idole"
- 2006 : prix national de télévision "TEFI" pour la meilleure interprétation féminine (Doctor Zhivago)
- 2006 : prix Aigle d'or pour la meilleure interprétation féminine dans un second rôle dans le film d'Andreï Eschpaï Points de suspension (Многоточие, Mnogotochie)
- 2006 : Ordre de l'Amitié
- 2007 : Femme de l'année selon le magazine Glamour
- 2008 : Étoile dans l'Allée de la gloire sur la place des Vedettes du cinéma russe
- 2009 : Turandot de cristal de la meilleure interprétation féminine pour le spectacle Les Contes de Choukchine
- 2010 : prix "Personnalité de l'année-2009" pour son activité publique
- 2012 : Artiste du peuple de la fédération de Russie
- 2014 : prix TEFI, pour le rôle dans le téléfilm Les Cendres de Vadim Perelman
- 2014 : prix d'État de la fédération de Russie
- 2017 : citoyen d'honneur de la ville de Kazan